# Харитонов Ілля Степанович
Ілля Степанович Харитонов (1903, село Іверовське Старицького повіту Тверської губернії, тепер Старицького району Тверської області, Російська Федерація — розстріляний 28 жовтня 1950, Лефортовська тюрма, Москва) — радянський державний діяч, голова Ленінградського облвиконкому. Депутат Верховної ради РРФСР 2-го скликання.

## Життєпис
Народився в бідній селянській родині, батько працював теслею на фабриці в Санкт-Петербурзі. Ілля Харитонов підлітком почав працювати на заводі «Економайзер» у місті Петрограді.
З 1923 року навчався на робітничому факультеті. У 1932 році закінчив Ленінградський державний електротехнічний інститут імені Ульянова за спеціальністю «інженер-електрик». 
Член ВКП(б) з 1926 року.
3 1932 року працював начальником енергогосподарства одного із ленінградських оборонних заводів, з 1937 по 1939 рік був секретарем партійного комітету заводу.
У 1939—1940 роках — 2-й секретар, у 1940—1944 роках — 1-й секретар Приморського районного комітету ВКП(б) міста Ленінграда.
У 1944 — 17 січня 1945 року — завідувач відділу міського господарства і міського транспорту Ленінградського міського комітету ВКП(б).
17 січня 1945 — 26 березня 1946 року — секретар Ленінградського обласного комітету ВКП(б) із кадрів.
З 26 березня по 27 серпня 1946 року — 3-й секретар Ленінградського обласного комітету ВКП(б).
23 липня 1946 — грудень 1948 (офіційно 25 січня 1949) року — голова виконавчого комітету Ленінградської обласної ради депутатів трудящих.
У грудні 1948 — листопаді 1949 року — слухач курсів секретарів обкомів і голів облвиконкомів при ЦК ВКП(б) у Москві.
3 листопада 1949 року заарештований в рамках т. зв. «Ленінградської справи». Включений до «сталінського списку» від 23 березня 1950 року. 28 жовтня 1950 року Військовою колегією Верховного суду СРСР за участь у «контрреволюційній антипартійній групі ворогів народу в Ленінграді» засуджений до смертної кари. Розстріляний того ж дня у Лефортовській в'язниці Москви, похований на Донському кладовищі Москви.
Посмертно реабілітований 4 травня 1954 року ухвалою Військової колегії Верховного суду СРСР.

## Нагороди і відзнаки
- орден Вітчизняної війни І ст.
- орден Трудового Червоного Прапора
- орден «Знак Пошани»
- медаль «За оборону Ленінграда»
- медаль «За доблесну працю у Великій Вітчизняній війні 1941—1945 рр.»
- медалі